# Carlo Leone (fumettista)
Carlo Leone (...) è un fumettista italiano.

## Biografia
Durante gli anni settanta e ottanta fece parte dello studio Staff di If di Gianni Bono realizzando serie a fumetti di genere western e avventurosi come El Tigre (Emmevi Editrice), Il Piccolo Ranger (Daim Press), Davy Crockett (Edinational) e Lo Chiamarono... Hondo (Edinational) e, per adulti, come ad esempio con Augusto Chizzoli la serie La Donna Ragna, parodia dell'Uomo Ragno della Marvel Comics, pubblicato dalla Galax Editrice, Cappucetto Rotto, parodia erotica di Cappuccetto Rosso, Vampira, Lucciola (con Leonardo Galliano), La Corsara Nera e Odeon con diverse case editrici come Edifumetto ed Edizioni Sud.